# 阿波加茂駅
阿波加茂駅（あわかもえき）は、徳島県三好郡東みよし町加茂にある、四国旅客鉄道（JR四国）徳島線の駅である。駅番号はB22。
東みよし町の代表駅で、全特急列車および、観光列車「藍よしのがわトロッコ」が停車する。

## 歴史
- 1914年（大正3年）3月25日：開業[1]。
- 1985年（昭和60年）2月1日：業務委託駅からいったん無人駅となる[2][3]。
- 1987年（昭和62年）4月1日：国鉄分割民営化により四国旅客鉄道が継承[1]。
- 1988年（昭和63年）3月：駅員を再配置し、有人駅となる[4]。
- 2001年（平成13年）10月1日：すべての特急列車が停車するようになる。以前は一部のみ停車していた。
- 2010年（平成22年）10月1日：再び無人化[5][6]。
- 2012年（平成24年）
  - 4月7日：駅舎内にコミュニティスペース「加茂ふれあい館さくらひろば」オープン。
  - 7月2日：簡易委託開始。
- 2015年（平成27年）頃：再び窓口発売が休止となる。
- 2019年（平成31年/令和元年）4月以降：自動券売機を撤去[7]。
- 2024年（令和6年）頃：再々度無人化。
- 2024年（令和6年）10月頃：駅舎解体。
- 2025年（令和7年）4月頃：新駅舎完成。

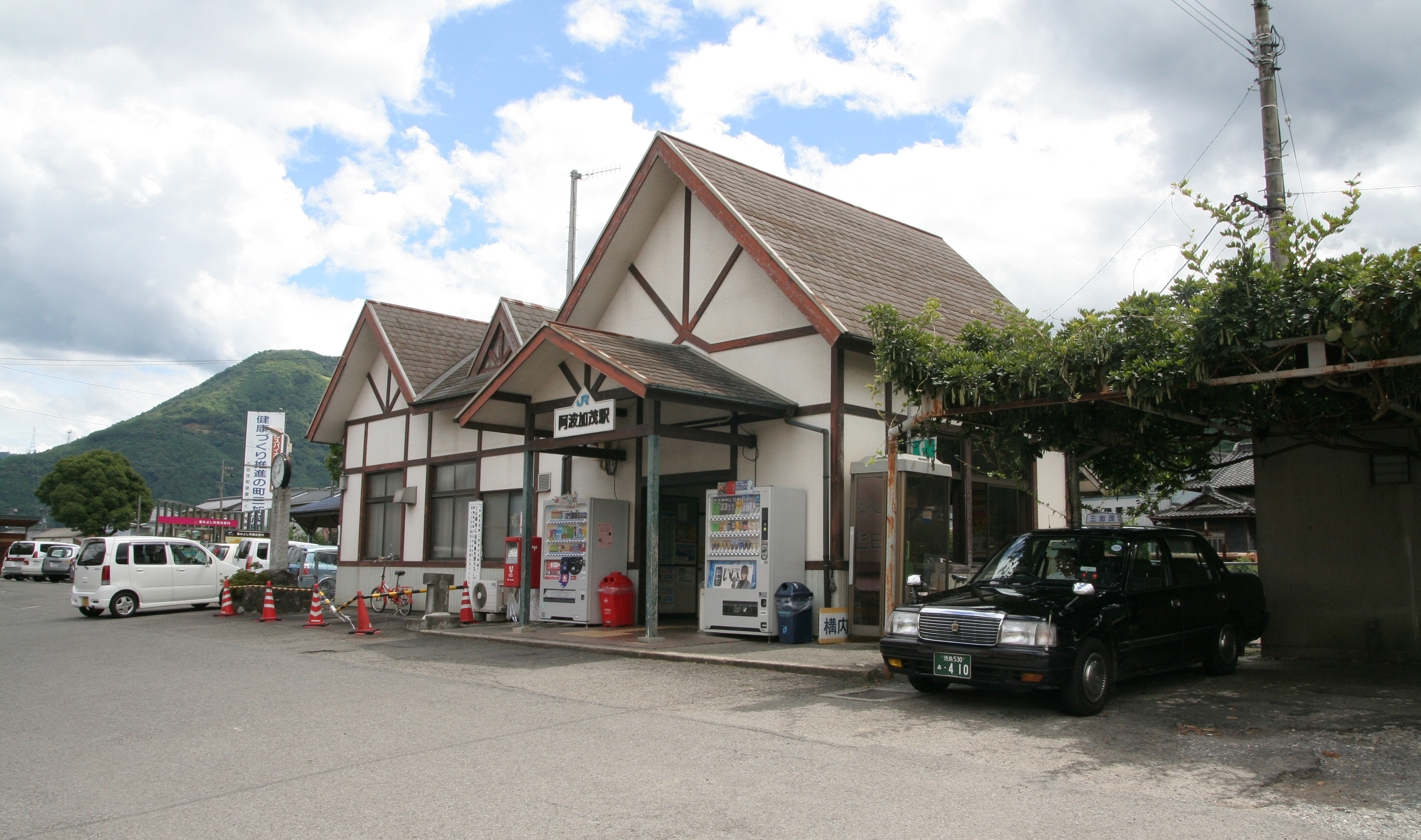
旧駅舎（2008年8月）

## 駅構造
島式ホーム1面2線を有する地上駅。駅舎とホームは跨線橋で連絡している。自動券売機が設置されていたが、遅くとも令和2年2月には撤去されている。定期列車では1番線に入る列車は徳島方面しかないが、阿波池田方から1番線に入り、折り返しができる構造を持っており、まれに使用されている。
かつては駅員が配置されていたが、2010年10月1日に一旦完全な無人駅となった。その後駅舎を改造して2012年4月7日に「加茂ふれあい館さくらひろば」がオープン、2012年7月2日から月曜・水曜・金曜の午前中に定期券・6枚回数券・自由席特急回数券の委託発売を開始したがその後2017年2月1日に休止されたのち2024年頃に無人化された模様である。

### のりば

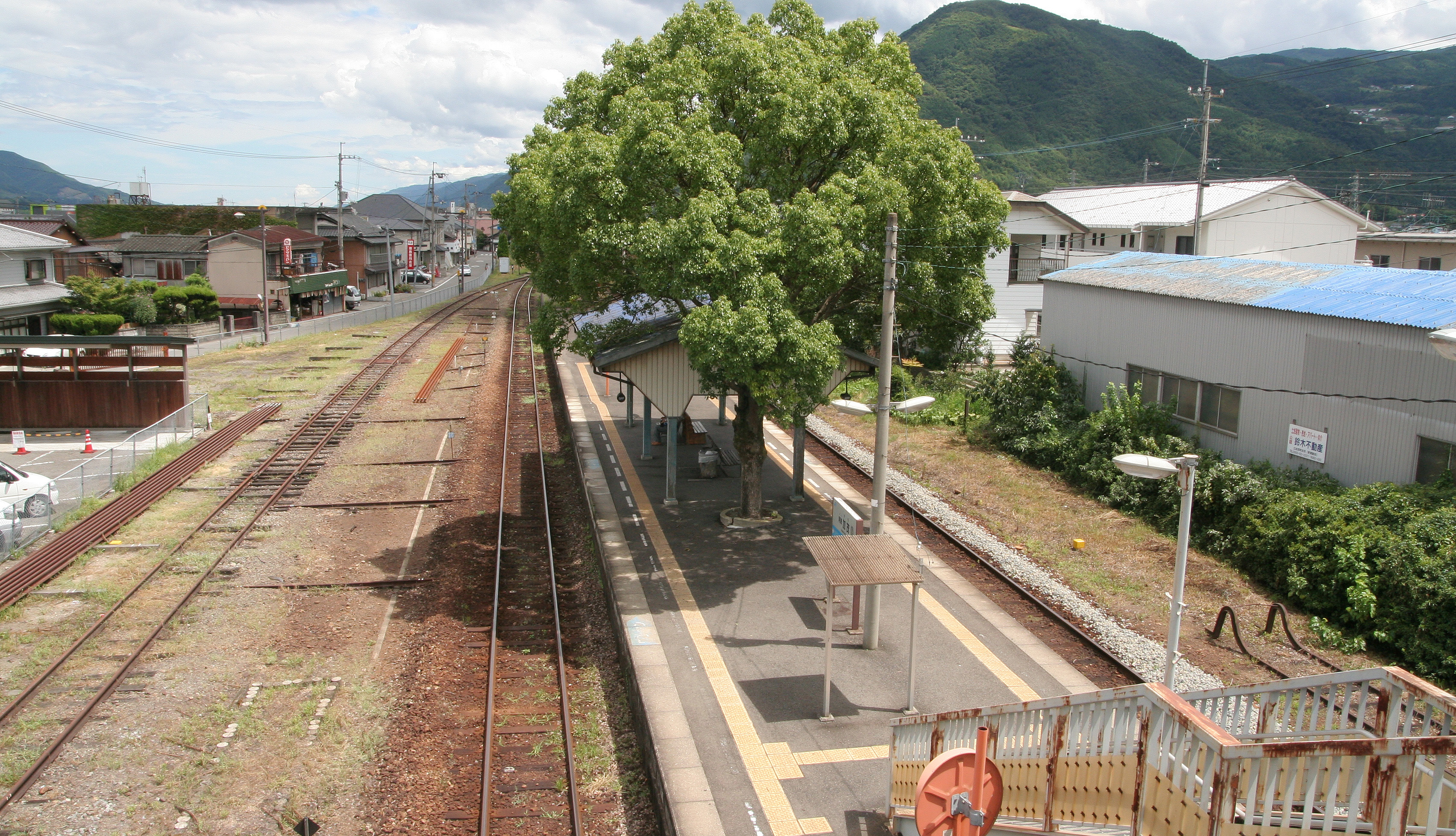
ホーム（2008年8月）

駅舎側から以下の通り。
| のりば | 路線    | 方向 | 行先           |
| ------ | ------- | ---- | -------------- |
| 1      | ■徳島線 | 上り | 穴吹・徳島方面 |
| 2      | ■徳島線 | 下り | 阿波池田行き   |

- ホーム（2008年8月）

## 利用状況
『徳島県統計書』による1日平均乗車人員は下記の通り。
| - 365人（1995年度） - 372人（1996年度） - 335人（1997年度） - 338人（1998年度） - 356人（1999年度） - 342人（2000年度） - 329人（2001年度） - 314人（2002年度） - 302人（2003年度） - 291人（2004年度） | - 288人（2005年度） - 288人（2006年度） - 294人（2007年度） - 280人（2008年度） - 252人（2009年度） - 246人（2010年度） - 254人（2011年度） - 256人（2012年度） - 260人（2013年度） - 242人（2014年度） |

## 駅舎建て替え問題
2022年（令和2年）2月にJR四国から東みよし町に駅舎建て替えが通告されたものの、東みよし町は費用などの問題から無償譲渡を断った。その際、近隣住民に対し建て替えについての説明会を開かなかったことから一部の住民からは駅舎取り壊し反対の署名活動が行われており、同年12月22日には町長へ住民846人分の反対署名が提出された。なお、東みよし町は、JR西日本管轄の山陰本線荘原駅の事例を参考にし、現在の駅舎を取り壊し、木造平屋建てのトイレと一体化した駅舎を造るとしている。

## 駅周辺
- 東みよし町役場
- 三加茂自動車学校
- 国道192号
- 徳島県道44号三加茂東祖谷山線

### バス路線
- 四国交通
  - 「加茂駅北」停留所
- 東みよし町営バス
  - 「加茂駅前北」停留所

## 隣の駅
四国旅客鉄道（JR四国）
■徳島線
- 特急「剣山」停車駅
- 観光列車「藍よしのがわトロッコ」停車駅

■普通
三加茂駅 (B21) - 阿波加茂駅 (B22) - 辻駅 (B23)